# Parc Nacional de les illes Zembra i Zembretta
El Parc Nacional de les illes Zembra i Zembretta és una zona amb qualificació de parc nacional a Tunísia, a la governació de Nabeul, formada per dues illes: Zembra i Zembretta, al nord-oest del Cap Bon. Fou el primer parc creat a Tunísia. Es va constituir per decret d'1 d'abril de 1977. La UNESCO el té classificat com a reserva de la Biosfera des del mateix any. En total ocupa 170 hectàrees de terra més 400 de marines. Depèn del Ministeri de l'Agricultura, Direcció general dels boscs.
S'hi arriba des del port d'Haouaria, prop del cap Bon, o de Sidi Daoud, uns 10 km més al sud.
L'illa Zembra és la més gran amb una superfície de 5.095 hectàrees i una altura màxima de 435 metres. Zembretta té 400 metres de llarg i 50 d'ample i una altura màxima de 53 metres. L'illa més gran té algunes grutes submarines i algunes fonts naturals.

## Patrimoni arqueològic
El patrimoni arqueològic, principalment a l'illa gran, conserva restes púniques, romanes, vàndals i romanes d'Orient; la més important és una fortalesa al golf d'Onk Jemel i un lloc d'observació a 271 metres; també a Zembretta hi ha una cisterna que podria datar del segle V i ser part del monestir en el qual fou exiliat Víctor de Tunnuna el 555.

## Flora i fauna
La flora de les illes està formada per no menys de 266 espècies, amb molt pocs arbres i alguns arbusts; hi ha un lloc on es troben palmeres nanes. Olea europaea, Pistacia lentiscus, Arbutus unedo i Erica multiflora son les espècies dominants a Zembra. A Zembretta hi ha flora helofítica. La flora marina compta amb 149 espècies de les quals 147 són algues diverses.
La fauna terrestre inclou el mufló (carner salvatge originari de Còrsega i Sardenya) que es va introduir als anys seixanta i conills salvatges d'un tipus únic, Oryctolagus, present a les dues illes. La fauna aquàtica inclou més de 200 espècies de les quals 42 són peixos diversos com la daurada, la rajada i el peix lloro; també es troba el musclo anomenat llepassa gegant (rar a la mar Mediterrània) i alguns coralls. Els dofins s'hi veuen sovint. Els invertebrats són nombrosos.
L'avifauna compta més de 140 espècies destacant els pardals migratoris i una rara espècie de gavina.
Un complex turístic privat que existia a l'illa construït el 1963 es va tancar el 1977 en establir-se el parc. El parc és un lloc classificat per la Convenció de Barcelona (àrees protegides d'àmbit mediterrani).